# Cipriano Mera
Cipriano Mera Sanz (Madrid, 4 novembre 1897 – Saint-Cloud, 24 ottobre 1975) è stato un anarchico, sindacalista e generale spagnolo.

## Biografia
I suoi genitori, Vicente e Guillerma si trasferirono in città dalla campagna alla ricerca di una vita più dignitosa: il loro lavoro consisteva nel percorrere con un carretto, durante la notte, le strade dei quartieri ricchi di Madrid raccattando la spazzatura e successivamente selezionandola. Occasionalmente Vicente lavorava come muratore. Cipriano non frequentò la scuola, fu analfabeta e visse sulla strada: il padre lo portava spesso con sé nelle furtive battute di caccia nella riserva personale del re Alfonso XIII.
All'età di dieci anni aiuta il padre nel suo lavoro notturno. Due anni più tardi trova lavoro in una fabbrica di mattoni. A diciotto inizia a lavorare come muratore, la professione che lo accompagnerà per tutta la vita. Alcuni anni dopo, durante la Guerra Civile dichiarerà "Quando la guerra sarà finita il luogotenente colonnello Mera abbandonerà le armi e riprenderà la cazzuola". In questi anni frequenta per otto mesi dei corsi serali per apprendere a leggere e scrivere ed inizia ad interessarsi alle questioni sociali.
Nel 1920 conosce gli anarchici Juan Barcelò, Moises Lopez e Santiago Fernandez con i quali instaura un profondo rapporto di amicizia. Inizia così a militare nel sindacato anarchico, la CNT. Sono anni difficili per la Spagna, che conosce la dittatura di Primo de Rivera e il tentato golpe del colonnello Sanjurjo. Crollata la dittatura, nel 1931 diviene presidente del sindacato edile di Madrid affiliato alla CNT. Nel 1933, con Buenaventura Durruti forma il Comitato rivoluzionario di Saragozza, a causa di questa iniziativa viene arrestato.
Nel 1936, è ancora in prima fila come organizzatore dello sciopero degli edili che vede la partecipazione di oltre centomila lavoratori. Come conseguenza viene nuovamente incarcerato. Cipriano si trovava ancora in prigione il 18 luglio, quando il generale Francisco Franco dà inizio alla ribellione dell'esercito contro la Repubblica governata dal Fronte Popolare. Liberato, prende parte alla vittoriosa difesa di Madrid nell'ottobre 1936. Durante la Guerra Civile ricopre incarichi di comando sempre più importanti nelle milizie anarchiche prima e nell'esercito popolare poi del quale diviene uno dei migliori comandanti (unico anarchico).
Posto a capo della XIV divisione, si distingue sul fronte dello Jarama e nelle battaglie di Brunete e Guadalajara. Impone una rigida disciplina ai suoi uomini e cerca di contrastare i frequenti eccessi di alcuni gruppi anarchici. Dal gennaio 1938 alla fine della guerra diviene comandante del IV corpo d'armata. Al comando di tale corpo gioca un ruolo importante nelle ultime settimane di guerra appoggiando il "Consejo Nacional de Defensa", presieduto dal colonnello Casado, ed infliggendo una dura disfatta ai militari comunisti ed al governo Negrin che pretendevano di continuare la resistenza alle truppe franchiste.
Dopo la disfatta della Repubblica la giunta Casado cercò di ottenere dai franchisti, senza successo, le migliori possibili condizioni di resa. Dopo la guerra spagnola ripara in Algeria dove viene internato per passare poi in Marocco dove i francesi collaborazionisti di Vichy nel 1940 lo catturano e lo restituirono alle autorità spagnole. Condannato a morte, è poi graziato. Rimesso in libertà riesce a fuggire in Francia varcando a piedi i Pirenei. Stabilitosi a Ballincourt esercita, fino a quando l'età glielo consente, il lavoro di muratore.